# Coupe de Russie de football 2015-2016
Navigation
Coupe de Russie 2014-2015 Coupe de Russie 2016-2017
La Coupe de Russie 2015-2016 est la 24e édition de la Coupe de Russie depuis la dissolution de l'URSS.
Le Zénith Saint-Pétersbourg remporte la compétition face au CSKA Moscou et se qualifie pour la phase de groupes de la Ligue Europa 2016-2017.

## Résultats

### Premier tour
| Date                | Club                          | Score              | Club                          |
| Zone Centre         | Zone Centre                   | Zone Centre        | Zone Centre                   |
| ------------------- | ----------------------------- | ------------------ | ----------------------------- |
| 15 juillet 2015     | Tchertanovo Moscou (D3)       | 4 - 0              | (D3) FK Kalouga               |
| 16 juillet 2015     | Zénith Penza (D3)             | 0 - 2              | (D3) FK Tambov                |
| 16 juillet 2015     | Lokomotiv Liski (D3)          | 0 - 0 ap 3 - 2 tab | (D3) Energomach Belgorod      |
| 16 juillet 2015     | Avangard Koursk (D3)          | 2 - 0              | (D3) FK Orel                  |
| 16 juillet 2015     | Dinamo Briansk (D3)           | 2 - 0              | (D3) Dniepr Smolensk          |
| 16 juillet 2015     | Vitiaz Podolsk (D3)           | 0 - 1              | (D3) Torpedo Moscou           |
| Zone Ouest          |                               |                    |                               |
| 15 juillet 2015     | Soliaris Moscou (D3)          | 0 - 1              | (D3) Torpedo Vladimir         |
| 16 juillet 2015     | Karelia Petrozavodsk (D3)     | 0 - 0 ap 4 - 2 tab | (D3) Dinamo Saint-Pétersbourg |
| 16 juillet 2015     | Zvezda Saint-Pétersbourg (D4) | 1 - 2              | (D3) Pskov-747                |
| 16 juillet 2015     | Tekstilchtchik Ivanovo (D3)   | 2 - 2 ap 1 - 4 tab | (D3) Volga Tver               |
| 16 juillet 2015     | Dinamo-Start Kostroma (D4)    | 0 - 2              | (D3) Spartak Kostroma         |
| 16 juillet 2015     | Strogino Moscou (D3)          | 0 - 0 ap 7 - 8 tab | (D3) Domodedovo Moscou        |
| 16 juillet 2015     | Znamia Trouda (D3)            | 1 - 3              | (D3) FK Dolgoproudny          |
| 16 juillet 2015     | FK Khimki (D3)                | 2 - 0              | (D3) FK Kolomna               |
| Zone Oural-Povoljié |                               |                    |                               |
| 13 juillet 2015     | Metallourg Acha (D4)          | 1 - 2              | (D3) FK Tcheliabinsk          |
| Zone Sud            |                               |                    |                               |
| 15 juillet 2015     | Droujba Maïkop (D3)           | 1 - 2              | (D3) Biolog-Novokoubansk      |
| 15 juillet 2015     | MITOS Novotcherkassk (D3)     | 3 - 4              | (D3) SKA Rostov               |
| 15 juillet 2015     | Angoucht Nazran (D3)          | 3 - 1              | (D3) Machouk-KMV Piatigorsk   |
| 15 juillet 2015     | Alania Vladikavkaz (D3)       | 0 - 1              | (D3) Dinamo Stavropol         |

### Deuxième tour
| Date                | Club                          | Score              | Club                            |
| Zone Centre         | Zone Centre                   | Zone Centre        | Zone Centre                     |
| ------------------- | ----------------------------- | ------------------ | ------------------------------- |
| 24 juillet 2015     | FK Tambov (D3)                | 2 - 0              | (D3) FK Riazan                  |
| 24 juillet 2015     | Avangard Koursk (D3)          | 0 - 3              | (D3) Lokomotiv Liski            |
| 24 juillet 2015     | Torpedo Moscou (D3)           | 0 - 0 ap 2 - 3 tab | (D3) Dinamo Briansk             |
| 24 juillet 2015     | Metallourg Lipetsk (D3)       | 5 - 1              | (D3) Tchertanovo Moscou         |
| Zone Est            |                               |                    |                                 |
| 26 juillet 2015     | FK Belogorsk (D4)             | 1 - 0              | (D3) Iakoutia Iakoutsk          |
| 26 juillet 2015     | Irtych Omsk (D3)              | 1 - 2 ap           | (D3) Dinamo Barnaoul            |
| 26 juillet 2015     | Restavratsia Krasnoïarsk (D4) | 1 - 2              | (D3) FK Novokouznetsk           |
| Zone Ouest          |                               |                    |                                 |
| 24 juillet 2015     | Pskov-747 (D3)                | 2 - 0              | (D3) Karelia Petrozavodsk       |
| 24 juillet 2015     | Volga Tver (D3)               | 1 - 0              | (D3) Spartak Kostroma           |
| 24 juillet 2015     | Torpedo Vladimir (D3)         | 1 - 2              | (D3) Domodedovo Moscou          |
| 31 juillet 2015     | FK Dolgoproudny (D3)          | 1 - 5              | (D3) FK Khimki                  |
| Zone Oural-Povoljié |                               |                    |                                 |
| 24 juillet 2015     | Neftekhimik Nijnekamsk (D3)   | 2 - 1              | (D3) Volga Oulianovsk           |
| 24 juillet 2015     | Zénith Ijevsk (D3)            | 1 - 0              | (D3) Dinamo Kirov               |
| 24 juillet 2015     | Chaktior Pechelane (D5)       | 1 - 1 ap 4 - 3 tab | (D3) Olimpiets Nijni Novgorod   |
| 24 juillet 2015     | Syzran-2003 (D3)              | 0 - 1 ap           | (D3) Lada Togliatti             |
| 24 juillet 2015     | FK Tcheliabinsk (D3)          | 0 - 1              | (D3) Nosta Novotroïtsk          |
| Zone Sud            |                               |                    |                                 |
| 24 juillet 2015     | Afips Afipski (D3)            | 1 - 0              | (D3) Tchernomorets Novorossiisk |
| 24 juillet 2015     | Biolog-Novokoubansk (D3)      | 0 - 1              | (D3) SKA Rostov                 |
| 24 juillet 2015     | Spartak Naltchik (D3)         | 2 - 2 ap 8 - 7 tab | (D3) Angoucht Nazran            |
| 24 juillet 2015     | Dinamo Stavropol (D3)         | 0 - 0 ap 5 - 4 tab | (D3) FK Astrakhan               |

### Troisième tour
| Date                | Club                              | Score              | Club                             |
| Zone Centre         | Zone Centre                       | Zone Centre        | Zone Centre                      |
| ------------------- | --------------------------------- | ------------------ | -------------------------------- |
| 7 août 2015         | Lokomotiv Liski (D3)              | 1 - 3              | (D3) FK Tambov                   |
| 7 août 2015         | Dinamo Briansk (D3)               | 0 - 1              | (D3) Metallourg Lipetsk          |
| Zone Est            |                                   |                    |                                  |
| 6 août 2015         | Smena Komsomolsk-sur-l'Amour (D3) | 0 - 2              | (D3) Sakhaline Ioujno-Sakhalinsk |
| 6 août 2015         | FK Tchita (D3)                    | 1 - 1 ap 1 - 4 tab | (D4) FK Belogorsk                |
| 6 août 2015         | Dinamo Barnaoul (D3)              | 4 - 1              | (D3) FK Novokouznetsk            |
| Zone Ouest          |                                   |                    |                                  |
| 8 août 2015         | Volga Tver (D3)                   | 1 - 1 ap 4 - 3 tab | (D3) Pskov-747                   |
| 8 août 2015         | Domodedovo Moscou (D3)            | 1 - 1 ap 6 - 7 tab | (D3) FK Khimki                   |
| Zone Oural-Povoljié |                                   |                    |                                  |
| 7 août 2015         | Zénith Ijevsk (D3)                | 3 - 1              | (D3) Neftekhimik Nijnekamsk      |
| 7 août 2015         | Khimik Dzerjinsk (D3)             | 0 - 1              | (D5) Chaktior Pechelane          |
| 7 août 2015         | Lada Togliatti (D3)               | 0 - 2              | (D3) Nosta Novotroïtsk           |
| Zone Sud            |                                   |                    |                                  |
| 8 août 2015         | SKA Rostov (D3)                   | 3 - 0              | (D3) Afips Afipski               |
| 8 août 2015         | Dinamo Stavropol (D3)             | 0 - 2              | (D3) Spartak Naltchik            |

#### Matchs de repêchage
À l'issue du troisième tour, seules trente équipes sont qualifiées pour le tour suivant, des matchs de repêchage entre quatre des équipes éliminées lors du troisième tour sont ainsi organisés pour déterminer les deux derniers participants au quatrième tour.
| Date         | Club                | Score | Club                   |
| ------------ | ------------------- | ----- | ---------------------- |
| 14 août 2015 | Dinamo Briansk (D3) | 0 - 1 | (D3) Lokomotiv Liski   |
| 15 août 2015 | Pskov-747 (D3)      | 3 - 0 | (D3) Domodedovo Moscou |

### Quatrième tour
Les clubs de deuxième division font leur entrée dans la compétition à ce tour.
| Date              | Club                             | Score              | Club                          |
| ----------------- | -------------------------------- | ------------------ | ----------------------------- |
| 26 août 2015      | FK Tchita (D3)                   | 1 - 0              | (D2) Baltika Kaliningrad      |
| 26 août 2015      | Dinamo Barnaoul (D3)             | 0 - 3              | (D2) Ienisseï Krasnoïarsk     |
| 26 août 2015      | Lokomotiv Liski (D3)             | 3 - 1              | (D2) Fakel Voronej            |
| 26 août 2015      | FK Tambov (D3)                   | 1 - 0              | (D2) Arsenal Toula            |
| 26 août 2015      | Spartak Naltchik (D3)            | 2 - 2 ap 5 - 4 tab | (D2) Volgar Astrakhan         |
| 26 août 2015      | Zénith Ijevsk (D3)               | 3 - 0              | (D2) Kamaz Naberejnye Tchelny |
| 26 août 2015      | Sokol Saratov (D3)               | 1 - 0              | (D2) Gazovik Orenbourg        |
| 26 août 2015      | Nosta Novotroïtsk (D3)           | 2 - 1 ap           | (D2) Sibir Novossibirsk       |
| 26 août 2015      | Dinamo Barnaoul (D3)             | 1 - 3              | (D2) Ienisseï Krasnoïarsk     |
| 26 août 2015      | Sakhaline Ioujno-Sakhalinsk (D3) | 1 - 0              | (D2) Luch-Energia Vladivostok |
| 27 août 2015      | Pskov-747 (D3)                   | 0 - 1              | (D2) FK Tosno                 |
| 27 août 2015      | Metallourg Lipetsk (D3)          | 0 - 2              | (D2) Volga Nijni Novgorod     |
| 27 août 2015      | SKA Rostov (D3)                  | 0 - 2              | (D2) Torpedo Armavir          |
| 27 août 2015      | FK Khimki (D3)                   | 3 - 0              | (D2) FK Tioumen               |
| 27 août 2015      | Baïkal Irkoutsk (D3)             | 3 - 2              | (D2) Tom Tomsk                |
| 27 août 2015      | FK Belogorsk (D3)                | 0 - 4              | (D2) SKA-Energia Khabarovsk   |
| 11 septembre 2015 | Chaktior Pechelane (D5)          | 2 - 3 ap           | (D2) Chinnik Iaroslavl        |

### Seizièmes de finale
Les clubs de première division font leur entrée à ce tour.
| Date              | Locaux                           | Score    | Visiteurs                     |
| ----------------- | -------------------------------- | -------- | ----------------------------- |
| 23 septembre 2015 | Sakhaline Ioujno-Sakhalinsk (D3) | 0 - 4    | (D1) FK Oufa                  |
| 23 septembre 2015 | Baïkal Irkoutsk (D3)             | 1 - 2 ap | (D1) CSKA Moscou              |
| 23 septembre 2015 | FK Tambov (D3)                   | 2 - 3    | (D1) Krylia Sovetov Samara    |
| 23 septembre 2015 | Volga Tver (D3)                  | 0 - 3 ap | (D1) Zénith Saint-Pétersbourg |
| 23 septembre 2015 | Torpedo Armavir (D2)             | 0 - 1    | (D1) Lokomotiv Moscou         |
| 23 septembre 2015 | Nosta Novotroïtsk (D3)           | 0 - 2    | (D1) Terek Grozny             |
| 23 septembre 2015 | Volga Nijni Novgorod (D2)        | 0 - 7    | (D1) Spartak Moscou           |
| 23 septembre 2015 | Chinnik Iaroslavl (D2)           | 1 - 2    | (D1) Kouban Krasnodar         |
| 23 septembre 2015 | Sokol Saratov (D3)               | 2 - 4    | (D1) Anji Makhatchkala'       |
| 24 septembre 2015 | SKA-Energia Khabarovsk (D2)      | 2 - 0    | (D1) Rubin Kazan              |
| 24 septembre 2015 | Ienisseï Krasnoïarsk (D2)        | 1 - 2    | (D1) Oural Iekaterinbourg     |
| 24 septembre 2015 | Zénith Ijevsk (D3)               | 0 - 1    | (D1) FK Krasnodar             |
| 24 septembre 2015 | Lokomotiv Liski (D3)             | 0 - 2    | (D1) Dynamo Moscou            |
| 24 septembre 2015 | Spartak Naltchik (D3)            | 0 - 2    | (D1) Amkar Perm               |
| 24 septembre 2015 | FK Tosno (D2)                    | 1 - 0 ap | (D1) FK Rostov                |
| 24 septembre 2015 | FK Khimki (D3)                   | 1 - 0    | (D1) Mordovia Saransk         |

### Huitièmes de finale
| Date            | Locaux                        | Score | Visiteurs                   |
| --------------- | ----------------------------- | ----- | --------------------------- |
| 28 octobre 2015 | FK Oufa (D1)                  | 1 - 0 | (D2) SKA-Energia Khabarovsk |
| 28 octobre 2015 | Terek Grozny (D1)             | 2 - 1 | (D3) FK Khimki              |
| 28 octobre 2015 | Zénith Saint-Pétersbourg (D1) | 5 - 0 | (D2) FK Tosno               |
| 28 octobre 2015 | CSKA Moscou (D1)              | 2 - 1 | (D1) Oural Iekaterinbourg   |
| 28 octobre 2015 | Kouban Krasnodar (D1)         | 1 - 0 | (D1) Spartak Moscou         |
| 29 octobre 2015 | Krylia Sovetov Samara (D1)    | 0 - 1 | (D1) Dynamo Moscou          |
| 29 octobre 2015 | Lokomotiv Moscou (D1)         | 0 - 1 | (D1) Amkar Perm             |
| 29 octobre 2015 | FK Krasnodar (D1)             | 3 - 1 | (D1) Anji Makhatchkala      |

### Quarts de finale
| Date            | Locaux                        | Score | Visiteurs             |
| --------------- | ----------------------------- | ----- | --------------------- |
| 5 décembre 2015 | FK Oufa (D1)                  | 0 - 2 | (D1) CSKA Moscou      |
| 5 décembre 2015 | Amkar Perm (D1)               | 3 - 1 | (D1) Dynamo Moscou    |
| 6 décembre 2015 | FK Krasnodar (D1)             | 1 - 0 | (D1) Terek Grozny     |
| 6 décembre 2015 | Zénith Saint-Pétersbourg (D1) | 1 - 0 | (D1) Kouban Krasnodar |

### Demi-finales
| Date          | Locaux           | Score | Visiteurs                     |
| ------------- | ---------------- | ----- | ----------------------------- |
| 20 avril 2016 | Amkar Perm (D1)  | 1 - 1 | (D1) Zénith Saint-Pétersbourg |
| 20 avril 2016 | CSKA Moscou (D1) | 3 - 1 | (D1) FK Krasnodar             |

### Finale
| ·               |                      |     |
| Titulaires :    |                      |     |
|                 |                      |     |
| 35              | Igor Akinfeïev       |     |
| 6               | Alexeï Bérézoutski   | 60e |
| 24              | Vassili Bérézoutski  |     |
| 4               | Sergueï Ignachevitch |     |
| 2               | Mário Fernandes      |     |
| 10              | Alan Dzagoev         |     |
| 66              | Bibras Natkho        |     |
| 25              | Roman Eremenko       | 66e |
| 60              | Aleksandr Golovine   |     |
| 18              | Ahmed Musa           |     |
| 99              | Aaron Samuel Olanare | 39e |
|                 |                      |     |
| Remplaçants :   |                      |     |
| 8               | Kirill Pantchenko    | 39e |
| 17              | Sergueï Tkatchiov    | 60e |
| 5               | Viktor Vassine       | 66e |
|                 |                      |     |
| Entraîneur :    |                      |     |
| Leonid Sloutski |                      |     |

| ·                 |                   |     |
| Titulaires :      |                   |     |
|                   |                   |     |
| 41                | Mikhaïl Kerjakov  |     |
| 19                | Igor Smolnikov    |     |
| 24                | Ezequiel Garay    |     |
| 13                | Luís Neto         |     |
| 4                 | Domenico Criscito |     |
| 21                | Javi García       |     |
| 28                | Axel Witsel       | 82e |
| 14                | Artur Ioussoupov  |     |
| 17                | Oleg Chatov       |     |
| 7                 | Hulk              | 83e |
| 9                 | Aleksandr Kokorin | 74e |
|                   |                   |     |
| Remplaçants :     |                   |     |
| 22                | Artyom Dziouba    | 74e |
| 70                | Maurício          | 82e |
| 81                | Iouri Jirkov      | 83e |
|                   |                   |     |
| Entraîneur :      |                   |     |
| André Villas-Boas |                   |     |

| ·               |                      |     |
| Titulaires :    |                      |     |
|                 |                      |     |
| 35              | Igor Akinfeïev       |     |
| 6               | Alexeï Bérézoutski   | 60e |
| 24              | Vassili Bérézoutski  |     |
| 4               | Sergueï Ignachevitch |     |
| 2               | Mário Fernandes      |     |
| 10              | Alan Dzagoev         |     |
| 66              | Bibras Natkho        |     |
| 25              | Roman Eremenko       | 66e |
| 60              | Aleksandr Golovine   |     |
| 18              | Ahmed Musa           |     |
| 99              | Aaron Samuel Olanare | 39e |
|                 |                      |     |
| Remplaçants :   |                      |     |
| 8               | Kirill Pantchenko    | 39e |
| 17              | Sergueï Tkatchiov    | 60e |
| 5               | Viktor Vassine       | 66e |
|                 |                      |     |
| Entraîneur :    |                      |     |
| Leonid Sloutski |                      |     |

| ·                 |                   |     |
| Titulaires :      |                   |     |
|                   |                   |     |
| 41                | Mikhaïl Kerjakov  |     |
| 19                | Igor Smolnikov    |     |
| 24                | Ezequiel Garay    |     |
| 13                | Luís Neto         |     |
| 4                 | Domenico Criscito |     |
| 21                | Javi García       |     |
| 28                | Axel Witsel       | 82e |
| 14                | Artur Ioussoupov  |     |
| 17                | Oleg Chatov       |     |
| 7                 | Hulk              | 83e |
| 9                 | Aleksandr Kokorin | 74e |
|                   |                   |     |
| Remplaçants :     |                   |     |
| 22                | Artyom Dziouba    | 74e |
| 70                | Maurício          | 82e |
| 81                | Iouri Jirkov      | 83e |
|                   |                   |     |
| Entraîneur :      |                   |     |
| André Villas-Boas |                   |     |